# Malin Svensson (friidrottare)
Malin Svensson, född 19 januari 1978, är en svensk före detta friidrottare (mångkamp). Hon har tävlade under större delen av sin karriär för IFK Helsingborg. Hon vann SM-guld i femkamp inomhus år 2003 och 2004.

## Personliga rekord
| Utomhus - 200 meter – 25,94 (Staffanstorp 13 juni 1998) - 800 meter – 2:24,59 (Tallinn, Estland 6 juli 2003) - 100 meter häck – 14,79 (Vellinge 18 juni 2006) - 100 meter häck – 14,55 (medvind) (Vellinge 19 juni 2004) - Höjd – 1,73 (Helsingborg 8 juli 2001) - Längd – 5,65 (Tallinn, Estland 4 juli 2004) - Tresteg – 12,77 (Karlstad 21 juni 2006) - Kula – 11,91 (Tallinn, Estland 3 juli 2004) - Spjut – 44,58 (Karlskrona 25 maj 2002) - Sjukamp – 5 135 (Tallinn, Estland 6 juli 2003) | Inomhus - 60 meter häck – 8,86 (Karlskrona 28 februari 2004) - Höjd – 1,69 (Göteborg 17 februari 2001) - Tresteg – 12,00 (Tammerfors, Finland 4 februari 2002) - Kula – 12,42 (Göteborg 18 februari 2006) - Femkamp – 3 866 (Karlskrona 28 februari 2004) |

### Fotnoter
1. 1 2  ”Karensövergångar 2000”. friidrott.se. Arkiverad från originalet den 1 december 2016. https://web.archive.org/web/20161201144351/http://www.friidrott.se/forbundsinfo/overgangar/karens00.aspx. Läst 1 december 2016.
2. ↑  Wiger 2006, s. 225.
3. 1 2 3  Wiger 2006, s. 239.
4. ↑  ”SM mångkamp 2003, resultat” (htm). lerumfriidrott.se. Arkiverad från originalet den 12 augusti 2010. https://web.archive.org/web/20100812144734/http://www.lerumfriidrott.se/resultat/03/030209.htm. Läst 14 april 2015.
5. ↑  ”SM mångkamp 2004, resultat” (html). Arkiverad från originalet den 17 december 2005. https://web.archive.org/web/20051217045342/http://www.ka2if.k.se/html/smlive.html. Läst 21 april 2015.
6. 1 2 3 4 5 6 7 8 9 10 11 12 13 14 15  ”Personsida på AllAthletics”. all-athletics.com. Arkiverad från originalet den 1 december 2016. https://web.archive.org/web/20161201143913/http://www.all-athletics.com/node/148874. Läst 1 december 2016.